# Veta Comstock

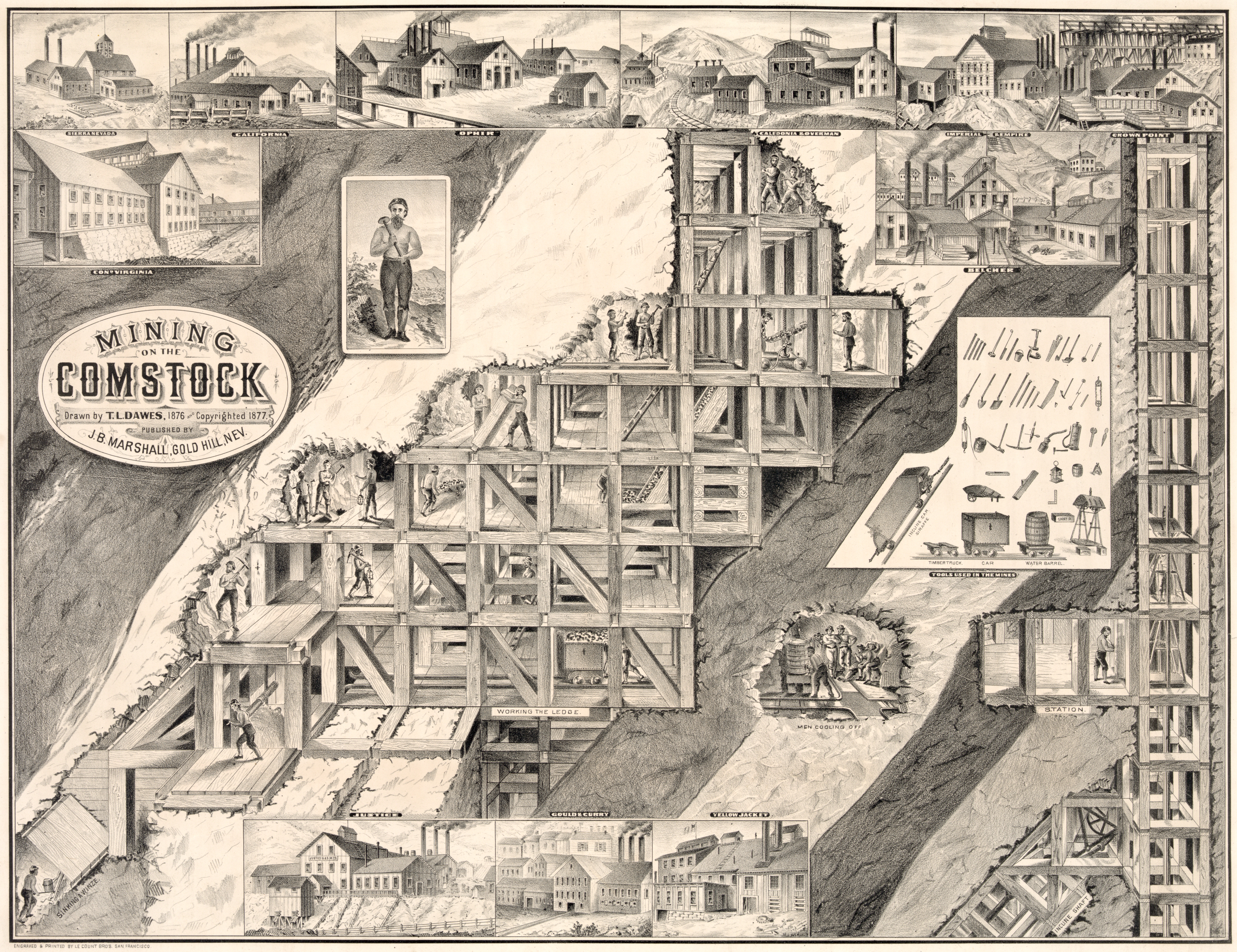
"Minería en Comstock", dibujo que representa los sostenimientos y las instalaciones asociadas a las distintas minas, y la tecnología minera utilizada en Comstock, principalmente el método de entibado a escuadra que se desarrolló allí para trabajar los embolsamientos de mineral

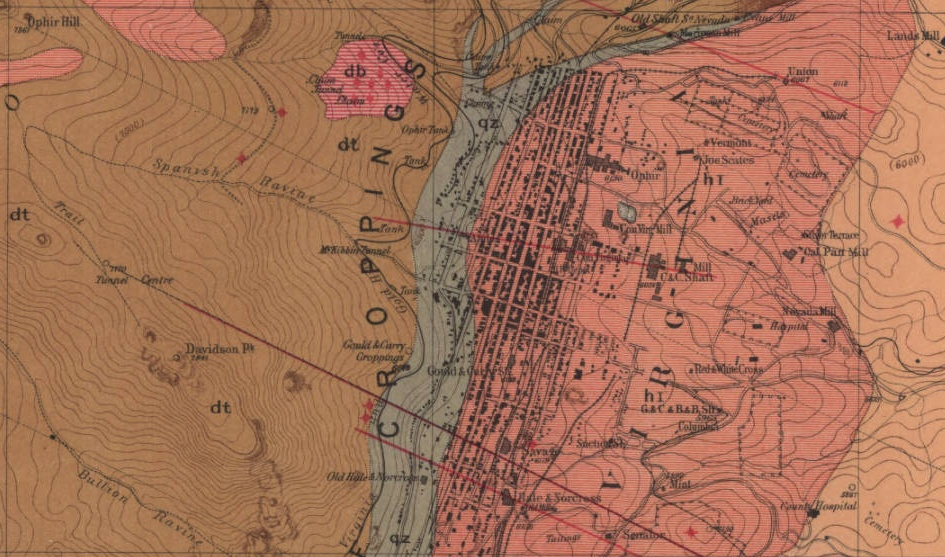
Mapa geológico del Comstock Lode, norte. Ophir figura en el centro arriba; "qz" indica cuarzo, la referencia de la veta de Comstock.

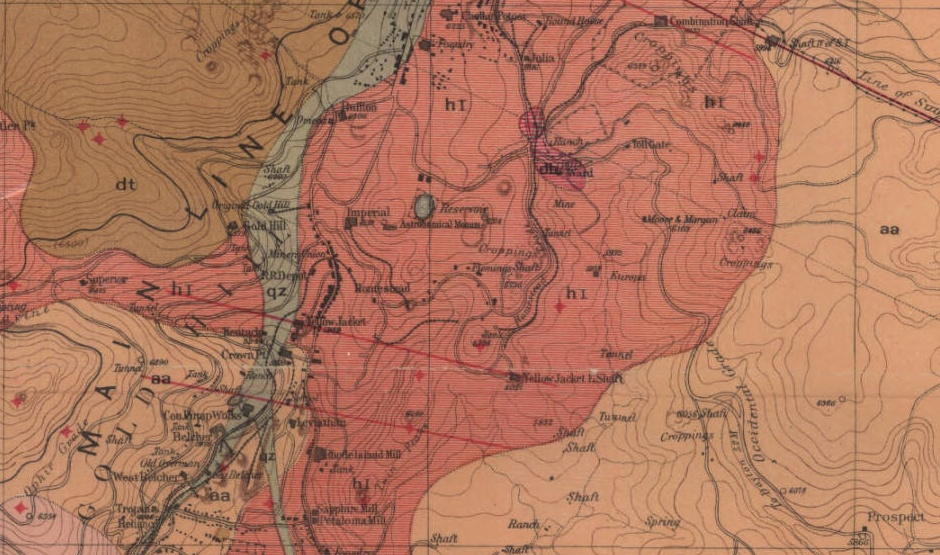
Mapa geológico del Comstock Lode, sur. Gold Hill (la colina del Oro) aparece en el centro a la izquierda; "dt" indica diorita y "hI" es andesita.

La veta Comstock (en inglés: Comstock Lode) es un estrato de mineral de plata ubicado bajo la pendiente oriental del monte Davidson, un pico de la cordillera Virginia localizado en Nevada (por entonces, cuando se descubrió la veta, Territorio de Utah occidental). Fue el primer descubrimiento importante de mineral de plata en los Estados Unidos, y lleva el nombre del minero estadounidense Henry Comstock.
Después de que el descubrimiento se hiciera público en 1859, provocó una fiebre de la plata de buscadores en la zona, luchando para hacer valer sus presuntos derechos. El descubrimiento causó una gran conmoción en California y en todos los Estados Unidos, el mayor desde la fiebre del oro de California en 1849. Los campamentos mineros pronto prosperaron en las cercanías, convirtiéndose en centros comerciales bulliciosos como Virginia City y Gold Hill.
La veta Comstock es notable no solo por las inmensas fortunas que generó y por la influencia que tuvo en el crecimiento de Nevada y San Francisco, sino también por los avances en la tecnología minera que impulsó, como el entibado a escuadra y el proceso Washoe para extraer plata del mineral. Las explotaciones superficiales disminuyeron después de 1874, aunque la minería subterránea continuó esporádicamente hasta la década de 1920.

## Geología
Los materiales emitidos por respiraderos volcánicos situados al este, recubrieron el área durante el Terciario, y una falla abrió la pendiente este de la cordillera Virginia, dejando al descubierto la veta de Cumstock. El zócalo de la veta está compuesto por diorita, mientras que la pared colgante está compuesta por andesita, a la que los mineros llamaban "pórfido". Las fisuras de la falla se llenaron con "cuarzo mineral".
Los mineros pensaban que "el pórfido generaba el mineral". Los núcleos de mineral estaban dispersos a través de la amplia veta 'como ciruelas en un pudín para pobres', y casi todos aparecieron en la amplia sección superior y a lo largo o cerca de la pared este. Aunque los mineros extendieron su trabajo en todas las direcciones, solo se encontraron "dieciséis núcleos de mineral grandes y ricos", la mayoría de ellos a menos de 180 m de profundidad.: 71–79 

### Bonanzas
Seis bonanzas principales marcaron los primeros cinco años de la veta de Comstock. La bonanza Ophir fue próspera hasta 1864, produciendo 70.000 toneladas de plata. Aunque rica, y teniendo una longitud de 150 m en superficie, el núcleo del mineral se localizaba a una profundidad de 150 m. La bonanza Gold & Curry incluía otros 150 m del farallón de El Dorado, pero se sumergía hacia el sur en la bonanza Savage a 150 m; el mineral se agotó en 1866. La bonanza Savage incluía este núcleo de mineral y una segunda bonanza, un cuerpo de mineral compartido con Hale & Norcross al sur, a una profundidad de 180 m; este cuerpo de mineral se agotó en 1869. La bonanza de Chollar-Potosí se consolidó en 1865. Combination Shaft, en 1875, fue un esfuerzo conjunto de los propietarios de Chollar-Potosí y Hale & Norcross.
La bonanza original de Gold Hill consistía en el Old Red Ledge, de 300 m de largo, 150 m de ancho y 150 m de profundidad. Las minas asociadas a Gold Hill se fusionaron en la Consolidated Imperial en 1876. La explotación de Yellow Jacket compartió la bonanza de Gold Hill en su lado norte, y compartió una segunda bonanza con Crown Point y Kentuck al sur, descubierta en 1864.: 80–98 
La bonanza de Crown Point-Belcher se descubrió en 1870. El núcleo del mineral se extendió desde una profundidad de 275 a 460 m, con una longitud de 235 m y un ancho de 36 m. El mineral, cuyo porcentaje de metal precioso alcanzaba el 54 por ciento de oro y 46 por ciento de plata, duró solo cuatro años.: 137–138 
La bonanza de Virginia Consolidated se descubrió en el nivel de 365 m en marzo de 1873. El núcleo del mineral tenía 275 m de largo y 60 m de ancho, pero se agotó a 500 m de profundidad.: 151–157, 165–168 

## Descubrimiento de plata

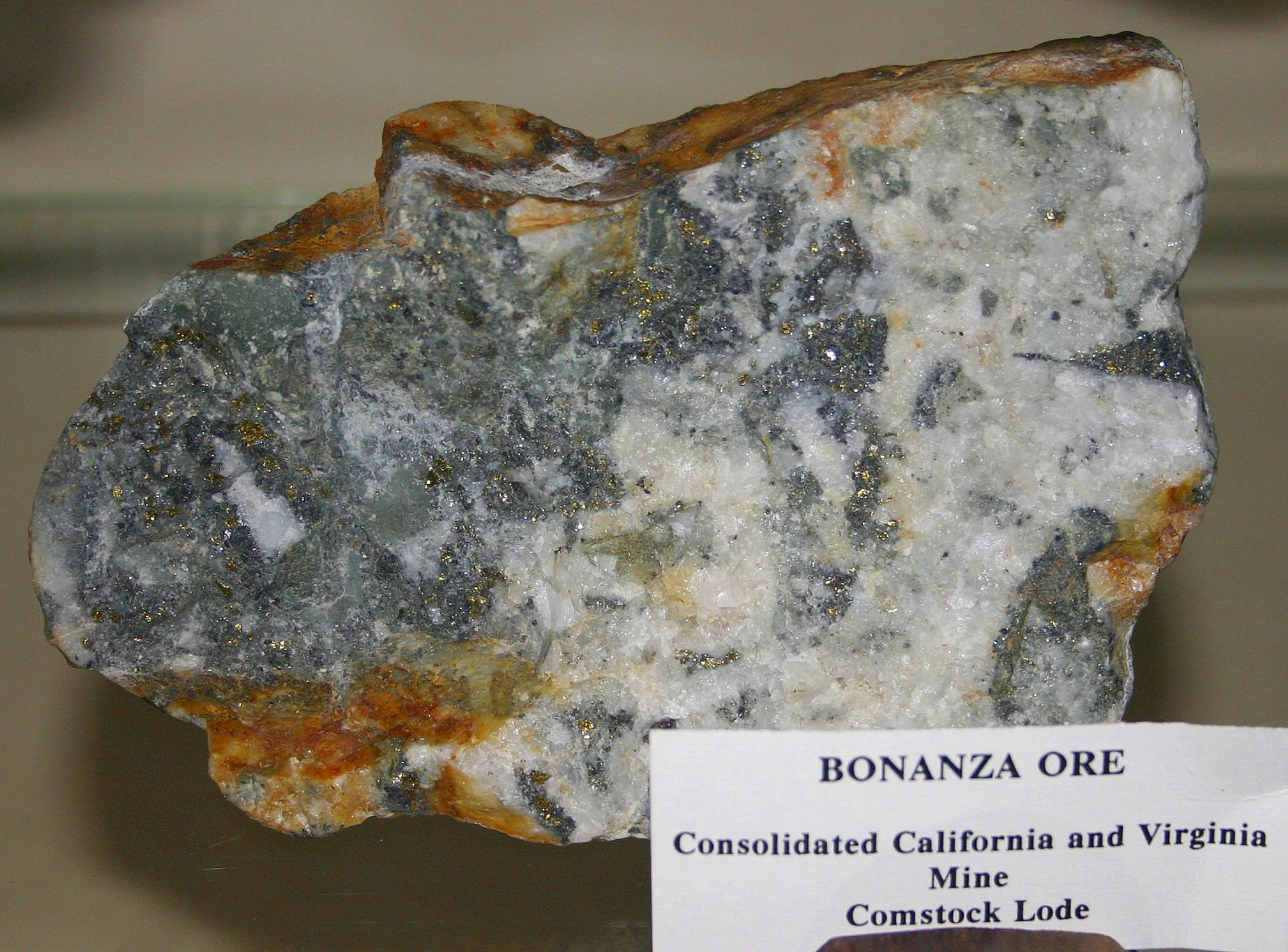
Mena de la bonanza Consolidated California y Virginia Mine, veta Comstock

El oro fue encontrado en esta región en la primavera de 1850, en Gold Canyon (cerca de lo que hoy es Dayton), por un grupo de emigrantes mormones, uno de los cuales, Abner Blackburn, fue su guía. Después de llegar demasiado pronto antes del deshielo para cruzar la Sierra, la caravana de carros acampó junto al río Carson en las cercanías de Dayton, para esperar a que la nieve de la montaña se derritiera. William Prouse (también llamado Prows) pronto encontró algo de oro en la grava de las orillas del río, pero se fueron de allí en cuanto las montañas estuvieron transitables, ya que ambicionaban encontrar mucho más cantidad de oro al llegar a California. Orr nombró Gold Canyon al yacimiento.: 1 
Otros emigrantes que llegaron después, acamparon en el cañón y se dedicaron a trabajar en la minería, aunque cuando se agotó el agua en el cañón hacia el final del verano, continuaron cruzando las montañas hasta California. El campamento no tuvo una población permanente hasta el invierno y la primavera de 1852–53, cuando aproximadamente 100 hombres trabajaron parte del año en los bancos de grava del cañón con cedazos mecánicos, lavaderos de grava y compuertas. Después de nueve años, los placeres de Gold Canyon estaban produciendo muy poco, y muchos mineros partieron hacia los yacimientos del lago Mono.: 2 
El oro de Gold Canyon procedía de las vetas de cuarzo de la cabecera del filón, en las proximidades de donde se encuentran Silver City y Gold Hill. Mientras los mineros se abrían camino por el arroyo, fundaron la ciudad de Johntown en una meseta. En 1857, los mineros de Johntown encontraron oro en el Six-Mile Canyon, que se encuentra aproximadamente a cinco millas (8 km) al norte de Gold Canyon. Las cabeceras de estos dos cañones forman los extremos norte y sur de lo que ahora se conoce como la veta Comstock, localizada por los descubrimientos de las bonanzas de Ophir y de Gold Hill.: 2–3  Los primeros mineros que trabajaron junto al río nunca descubrieron el origen del oro del placer, ya que la estructura de la veta en superficie estaba "en gran parte desgastada y cubierta por los desprendimientos de las laderas de las montañas".: 65 

### Hermanos Grosh

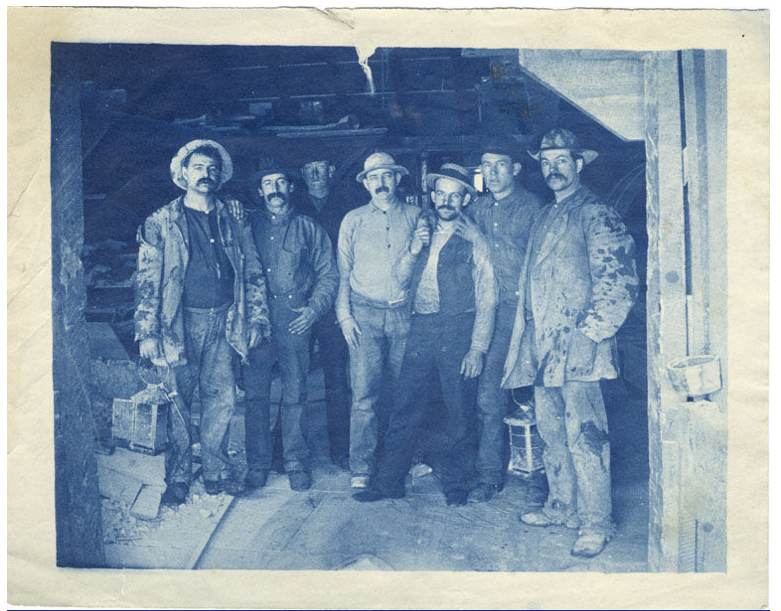
Mineros en Comstock, años 1880. Texto original: "Trabajar es orar"

La autoría del descubrimiento de la veta Comstock es un asunto discutido. Se dice que fue descubierta en 1857 por Ethan Allen Grosh y Hosea Ballou Grosh, hijos de un clérigo de Pensilvania, mineralogistas experimentados y veteranos de los campos de oro de California. Hosea se hirió en un pie y murió de septicemia en 1857. En un intento para conseguir fondos, Allen, acompañado por su socio Richard Maurice Bucke, emprendió un viaje a California con muestras de mineral y mapas del terreno reclamado.
Henry Comstock se quedó en su lugar para cuidar la cabaña de Grosh y un cofre cerrado que contenía muestras de mineral de plata y oro y documentos del descubrimiento. Grosh y Bucke nunca llegaron a California, se perdieron y sufrieron graves dificultades al cruzar las montañas de la Sierra Nevada.
Los dos padecieron congelaciones al cruzar la sierra, y en manos de un cirujano local perdieron sus extremidades por amputación, en un último esfuerzo por salvar sus vidas. Allen Grosh murió el 19 de diciembre de 1857. R.M. Bucke sobrevivió, pero tras su recuperación regresó a su hogar en Canadá.
Cuando Henry T.P. Comstock se enteró de la muerte de los hermanos Grosh, reclamó la cabaña y las tierras como propias. También examinó el contenido del cofre, pero siendo poco menos que analfabeto, no pensó en los documentos que se guardaban en su interior. Lo que sí sabía es que las muestras de oro y de plata eran de la misma vena. Continuó vigilando las excavaciones de los mineros locales que trabajan en el área, ya que sabía que el hallazgo de los hermanos Grosh aún no había sido reclamado. Al enterarse de un hallazgo en Gold Hill en el que se descubrió una roca azulada (mineral de plata), Comstock inmediatamente presentó una solicitud para un área no reclamada directamente y adyacente a la zona del hallazgo.

### Descubrimiento de Gold Hill
Cuatro mineros descubrieron el afloramiento de Gold Hill, en la cabecera de Gold Canyon, reclamándolo después de encontrar rastros de oro el 28 de enero de 1859. Eran James Finney ("Old Virginny"; un rumor contemporáneo decía que cambió su nombre de Fennimore a Finney después de asesinar a un hombre), John Bishop ("Big French John"), Aleck Henderson y Jack Yount.
Esta reclamación fue seguida por las realizadas por Lemuel S. "Sandy" Bowers (véase Bowers Mansion), Joseph Plato, Henry Comstock, James Rogers y William Knight. En la primavera de 1859, después de excavar hasta una profundidad de unos tres metros, encontraron una veta de cuarzo rojizo rica en oro. Su descubrimiento fue en realidad parte de la veta Comstock, el Old Red Ledge.: 5–6  Por lo tanto, a los cuatro hombres se les atribuye el redescubrimiento del yacimiento previamente encontrado por los hermanos Grosh.

### Descubrimiento de Ophir
En la primavera de 1859, dos mineros, Peter O'Riley y Patrick McLaughlin, encontrando todo el terreno ya reclamado, se dirigieron a la cabecera del Six Mile Canyon y comenzaron a buscar mineral con una criba mecánica en la ladera de la montaña, cerca de un pequeño arroyo alimentado por un manantial vecino. Obtuvieron malos resultados en la zona superior, ya que no había grava lavada, y ya estaban a punto de abandonar su concesión cuando hicieron el gran descubrimiento.
Habían cavado un pozo pequeño y profundo, del que sacar agua para usar en sus lavaderos de mineral. En el fondo de esta perforación localizaron una "capa de arena negra muy rica", donde aparecía el "mineral concentrado de la parte superior de la oculta bonanza de Ophir". Henry T. P. Comstock se enteró de que los dos hombres habían estado trabajando en las tierras que él mismo supuestamente ya había reclamado con "fines de pastoreo". Haciendo valer su reclamación previa en Gold Hill, Comstock logró mediante amenazas con su socio, Immanuel "Manny" Penrod, un acuerdo que les otorgó parte de sus intereses en el hallazgo reclamado.
El 12 de junio, en una zanja que estaban cavando apareció arena negra de manganeso mezclada con cuarzo gris azulado y oro. Dos arrastras (molinos para pulverizar el mineral) construidas por John D. Winters y J. A. Osborn los convirtieron en socios adicionales el 22 de junio. Comstock y Penrod hicieron una reclamación adicional, llamada "Mexican", posteriormente denominada "Spanish", adyacente al terreno reclamado en "Ophir".: 2–3, 7–9 
Con el "material azul" que se encontró en esta trinchera, nació la minería de la plata en Estados Unidos. En el lavadero, junto con el oro, había una gran cantidad de un material pesado azul-negruzco, casi como una masilla que obstruía las cribas e interfería con el lavado del oro fino. Cuando se analizó el 27 de junio, se determinó que era un rico sulfuro de plata; de hecho, el mineral incluía tres cuartas partes de plata y una cuarta parte de oro.: 8–9, 11 
Las referencias geográficas de la ubicación de la veta Comstock eran confusas e inconsistentes. En un informe, el hallazgo de oro estaba "en la bifurcación oriental del río Walker" y el hallazgo de plata "a mitad de camino en la ladera oriental de la Sierra Nevada" y "nueve millas al oeste de Carson River".

### El destino de los descubridores

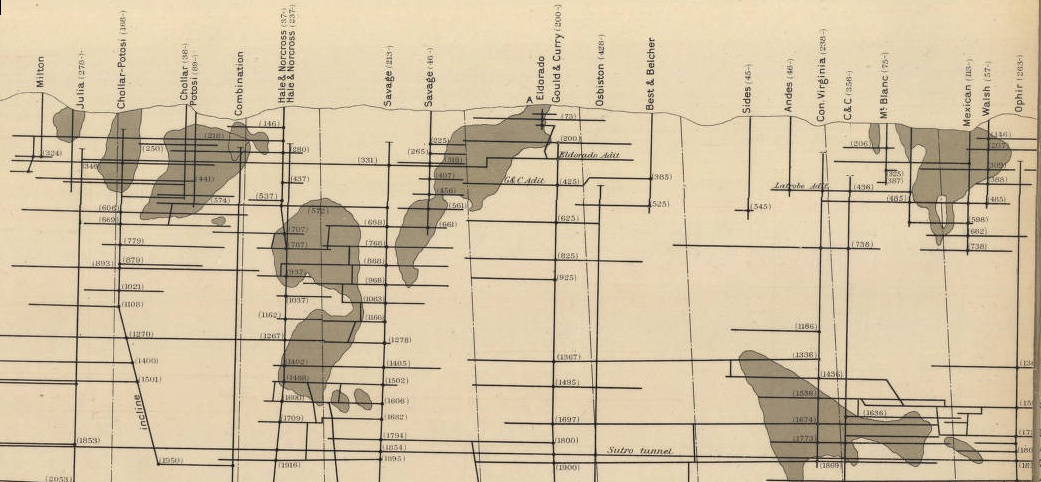
Nichos de mineral en Comstock norte y sus nombres; sur (izquierda) a norte (derecha): Potosí, Chollar, Hale & Norcross, Savage, Gould & Curry, Best & Belcher, Con. Virginia, California, Ophir, Mexican, Union y Sierra Nevada, los últimos tres no están representados.

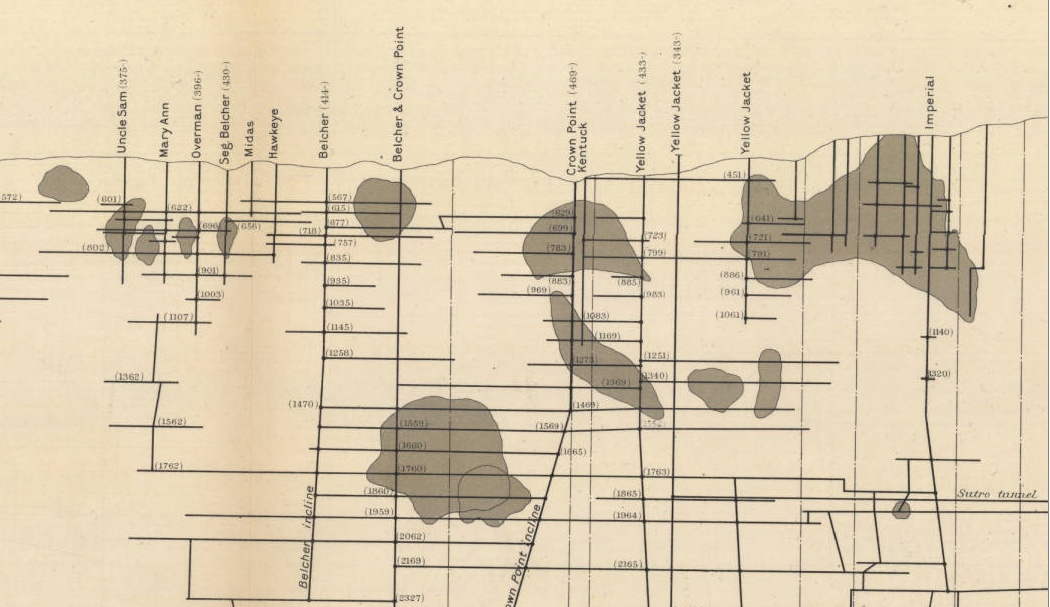
Nichos de mineral en Comstock sur y sus nombres; sur (izquierda) a norte (derecha): Caledonia, Overman, Belcher, Crown Point, Kentuck, Yellow Jacket, Challenge Confidence, Imperial, Alpha, Exchequer, y Bullion Ward, el último no representado.

Los mineros que descubrieron los yacimientos y los inversores que compraron sus derechos no sabían si se trataba de un hallazgo grande o pequeño. El tamaño, la riqueza y el costo de explotar un nicho de mineral enterrado es muy difícil de estimar incluso hoy en día. La mayoría de ellos asumieron que habían hecho un descubrimiento más bien modesto, como casi todos los otros hallazgos de oro.
Todos sabían que no tenían el dinero ni la experiencia necesarios para investigar a fondo el yacimiento. Determinar el tamaño del afloramiento y su valor potencial llevaría muchos años de intenso trabajo por parte de miles de mineros, y requeriría inversiones de millones de dólares, que ninguno de ellos podía sufragar. "Al sopesar las posibilidades de ganar y de perder, tal como estaban en 1859, los buscadores no tuvieron motivos para reprocharse su falta de previsión cuando tomaron la decisión de vender sus derechos".: 17 
Patrick McLaughlin vendió su sexta parte de los derechos de Ophir por 3000 dólares a George Hearst,: 17  y perdió el dinero muy pronto. Después fue cocinero en la mina Green en California, y murió tras realizar diversos trabajos ocasionales.
Emanuel Penrod, socio de Henry Comstock, vendió su sexta parte de la mina Ophir por 5500 dólares al juez James Walsh, y su mitad de la mina "Spanish" por 3000 dólares.: 17 
J.A. Osborn vendió su sexta parte de Ophir "por un buen precio".: 17 
Peter O'Riley mantuvo sus intereses en Ophir recaudando dividendos, hasta que los vendió por aproximadamente 40.000 dólares. Montó un hotel en un edificio de piedra que erigió en la B Street, en Virginia City, llamado Virginia House, y se convirtió en un comerciante de acciones mineras. Comenzó a tener visiones e inició la construcción de un túnel en la sierra cerca de Genoa (Nevada) (un área sin riquezas minerales conocidas), esperando encontrar una veta más rica que la de Comstock. Finalmente, perdió todo, fue declarado loco y murió en un asilo privado en Woodbridge (California).
Henry Comstock cambió un viejo caballo ciego y una botella de whisky por una décima parte de los derechos en Ophir, anteriormente propiedad de James Fennimore ("Old Virginny"), pero luego vendió todas sus tenencias en Ophir al juez James Walsh por 11.000 dólares. Comstock también vendió su mitad de la mina "Spanish" por 5500 dólares.: 17  Abrió buenas tiendas comerciales en Carson City y Silver City. Al parecer, con un intelecto limitado y sin educación ni experiencia empresarial, quebró rápidamente. Después de perder casi todos sus bienes y posesiones en Nevada, Comstock continuó buscando oro durante algunos años en Idaho y Montana sin éxito. En septiembre de 1870, mientras exploraba el país de Big Horn, cerca de Bozeman (Montana), se suicidó con su revólver.

## Innovaciones y desarrollo

### Minería

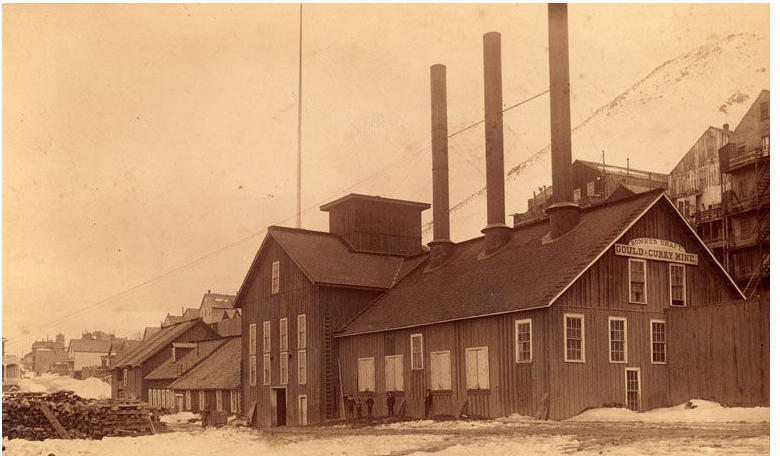
Mina Bonner Shaft, Gould & Curry, 1874

El mineral se extrajo inicialmente a través de excavaciones superficiales, pero se agotó rápidamente y los mineros tuvieron que hacer túneles subterráneos para llegar a los núcleos de mineral. A diferencia de la mayoría de los depósitos de mineral de plata, que se producen en venas largas y delgadas, los de la veta de Comstock se presentaban en grandes masas aisladas, a menudo de decenas de metros de espesor. A veces, el mineral era tan blando que podía ser extraído con una pala. Aunque esto permitió que el mineral fuera fácilmente excavado, la debilidad de la roca circundante provocó derrumbes mortales con frecuencia. Algunas excavaciones alcanzaron finalmente profundidades de más de 1000 m, después de años de trabajo.
El problema del derrumbamiento se resolvió mediante el método de entibado a escuadra, inventado por Philip Deidesheimer,: 23–24  un ingeniero de minas alemán de San Francisco, a quien los propietarios de la mina Ophir le habían pedido que examinara el problema. Anteriormente, los conjuntos de madera consistían en puntales verticales a cada lado de las excavaciones (costillas) cubiertas por un tercer madero horizontal para apoyar la parte superior (techo), creando un túnel (deriva). Sin embargo, las masas de mineral de Comstock no eran vetas, sino bolsas esporádicas demasiado grandes para este método. En cambio, a medida que se extraía el mineral, se reemplazaba por las vigas fijadas como las aristas de un cubo de 1,8 m de lado, colocando todos los largueros al mismo tiempo. Por lo tanto, el volumen del mineral era reemplazado progresivamente por una celosía de madera. A menudo, estos huecos se rellenaban con residuos de roca de otras excavaciones, una vez que se había completado la extracción del mineral. Mediante este método de construcción de entibado de madera a escuadra, es posible trabajar de manera segura una bolsa subterránea de mineral de cualquier anchura, altura o profundidad. Deidesheimer fue nombrado gerente de la mina Ophir por su ingeniosa idea.

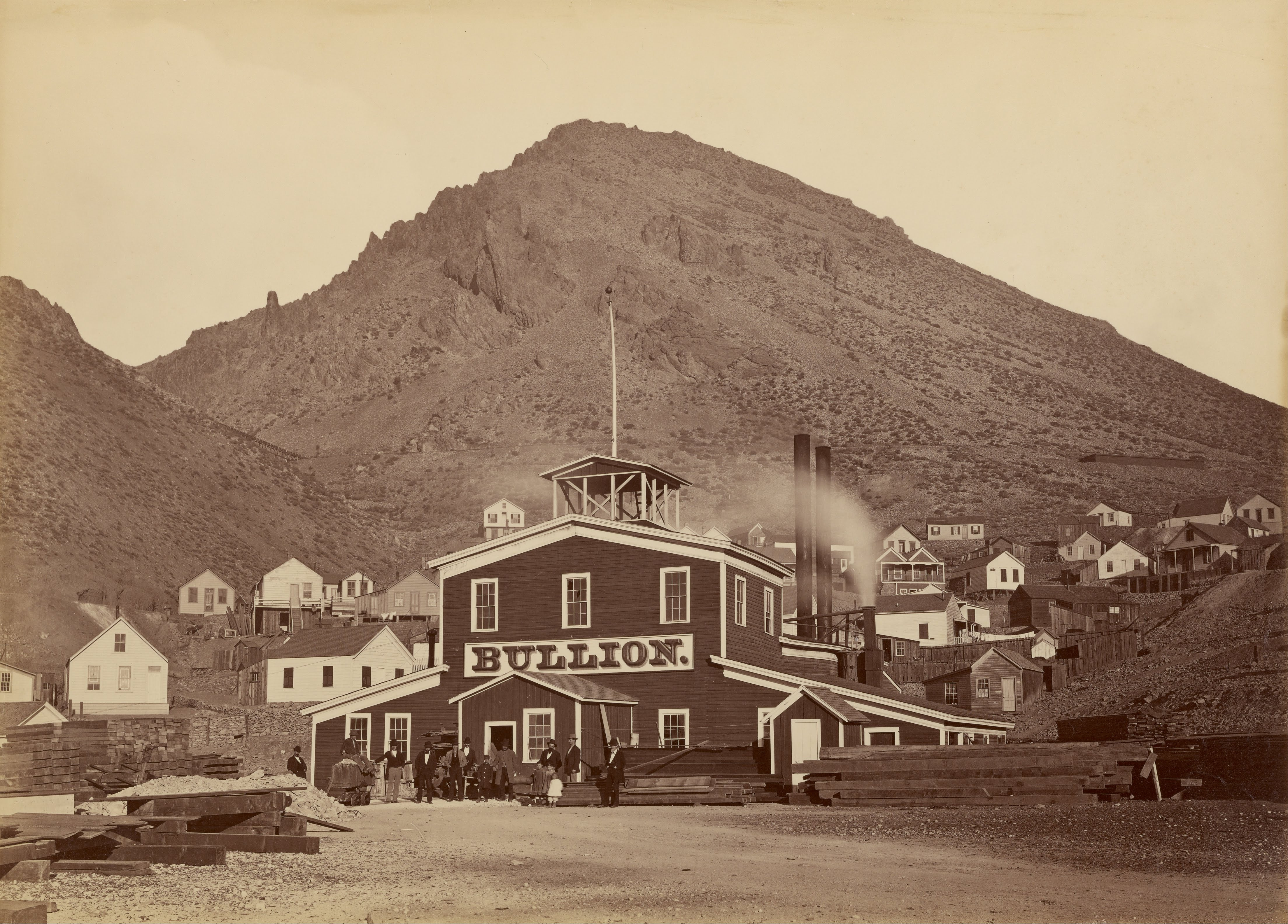
Mina Bullion, Virginia City, hacia 1875-77

Al inicio de la minería de la vena de Comstock, existían grandes flujos de agua que entorpecían la explotación. Esto requería utilizar maquinaria y aparatos de bombeo y, a medida que se alcanzaba una mayor profundidad, se exigían bombas cada vez más grandes. Todo el genio inventivo de la costa del Pacífico se puso en acción, y esto dio lugar a la construcción de algunos de los equipos de bombeo de vapor e hidráulicos más potentes y eficaces que se pueden encontrar en cualquier parte del mundo. 
Inicialmente, el agua estaba fría, pero los trabajos más profundos perforaban partes de la montaña donde aparecían grandes flujos de agua caliente, tanto durante la excavación del mineral como cuando se profundizaban los pozos existentes explorando en busca de nuevos núcleos de mineral.: 45, 113  Esta agua estaba lo suficientemente caliente como para cocinar un huevo o escaldar a un hombre casi al instante. Se perdieron muchas vidas por la irrupción de estas bolsas de agua hirviente de origen geotérmico. El agua caliente requería ventiladores, sopladores y varios tipos de aparatos de ventilación, ya que los mineros que trabajaban en estas galerías debían tener un suministro constante de aire fresco para no asfixiarse.
Se utilizaron sistemas de aire comprimido para accionar los taladros de los mineros y para impulsar los ventiladores y los motores de los ascensores. Se disponía de taladros con punta de diamante: 46  para perforar largas distancias a través de la roca sólida, pero se descartaron para fines de prospección y resultaron ser poco fiables. También se desarrollaron varias nuevas formas de explosivos para voladuras.
También se hicieron grandes mejoras en los aparatos de elevación y las jaulas utilizadas para extraer mineral y transportar a los mineros a su trabajo. A medida que aumentaba la profundidad de las excavaciones, las  cuerdas de cáñamo utilizadas para transportar el mineral a la superficie dejaron ser utilizables, ya que su propio peso se convirtió en una fracción significativa de su resistencia a la tracción (peso de rotura). Sustituyendo a las cuerdas de cáñamo, se hicieron comunes las cadenas de hierro, que a su vez presentaban el problema de su brusca rotura, de alrededor de medio milisegundo. En 1829, Wilhelm Albert había estudiado el problema de la fractura de las cadenas de hierro y comenzó a crear un cableado metálico trenzado, conocido como Albert Rope. En 1864, Andrew Smith Hallidie fabricó los primeros cables de acero: 47  y participó activamente en la construcción de puentes colgantes y de teleféricos; su cable se usó en los famosos cable-car de San Francisco, y también se utilizó en los tornos de los ascensores de las minas de Comstock. Otra innovación fueron las jaulas de carga con resortes de seguridad en los ascensores, la única forma de entrar o salir de un pozo de la mina.
Todos los productos, hombres y suministros, así como el mineral extraído, viajan bien hacia arriba o hacia abajo en una jaula. Cuando la cuerda de cáñamo o las cadenas se rompían, la jaula se desplomaba descontrolada hasta el fondo del pozo, matando a sus ocupantes o destruyendo su carga. Las jaulas estaban abiertas en la parte delantera y trasera, con vigas en I en ambos lados para sostener el suelo. El exterior de las vigas en I se deslizaba a través de unas guías de madera que recorrían el pozo de arriba abajo. Las jaulas con resorte de seguridad se diseñaron con dos varillas que podían girar en su parte superior, cada una unida a las vigas en I a través de los pernos. El exterior de las varillas estaba diseñado para ser más ancho que la jaula, con un cabezal redondo en su extremo con muescas dentadas. El peso de la jaula al quedar suspendida, libera los dientes de las varillas y aprieta el resorte, permitiendo que la jaula se mueva libremente. Si la cadena o el cable se rompiesen, los resortes forzarían las varillas hacia abajo y los dientes se clavarían en la madera, deteniendo la jaula.

### Procesado del mineral

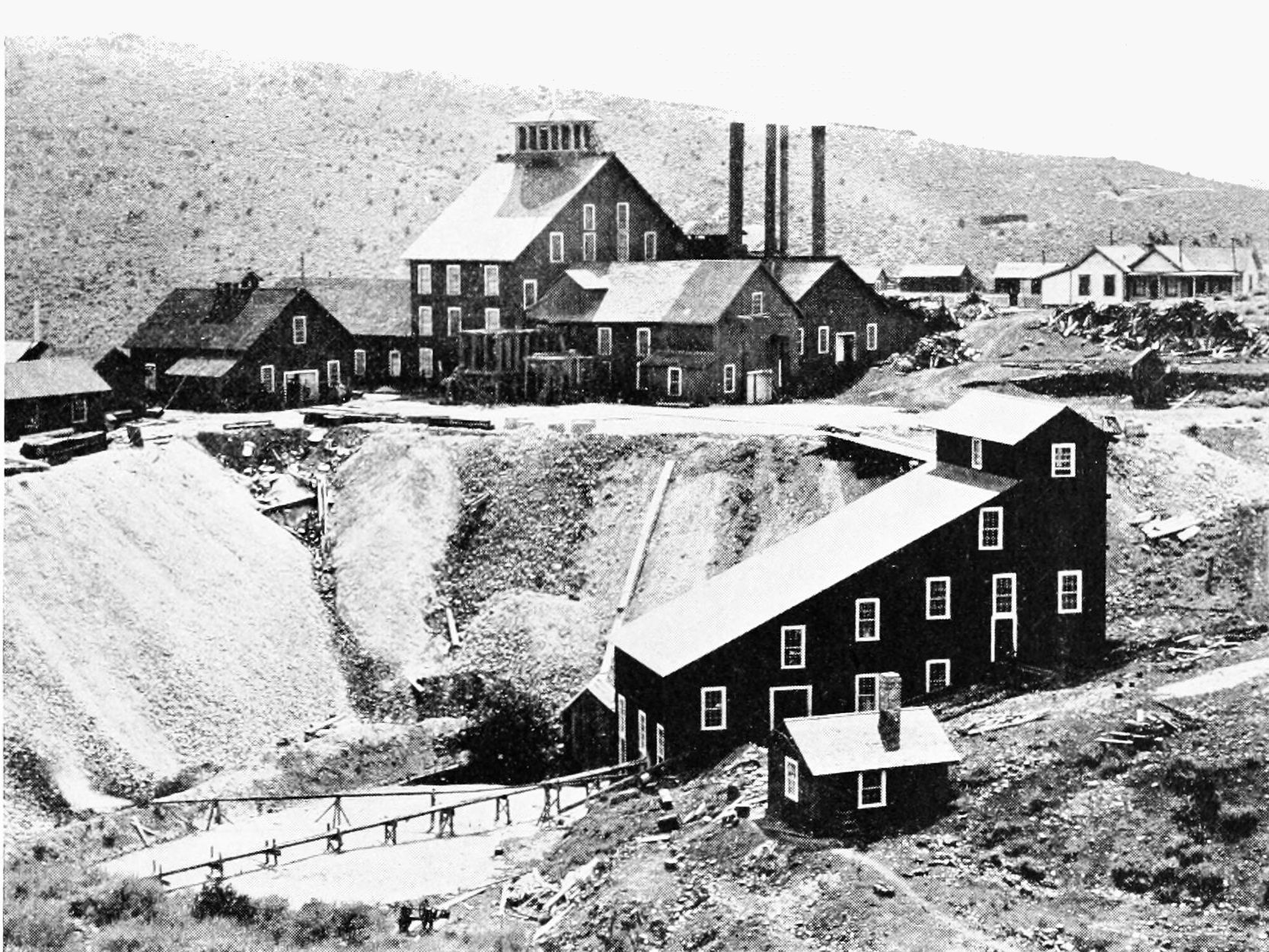
Molino de Alta Mine, hacia 1896

En 1859, los norteamericanos no sabían nada de la minería de la plata. John D. Winters, Jr., y J.A. Osborn construyeron dos arrastras para la planta de procesado de la mina de Ophir, y Gabriel Maldonado, un mexicano de ascendencia española, "comenzó a fundir parte de su rico mineral en pequeños hornos de adobe, tal como se hacía en México", después de comprar la participación de Penrod en la mina "Mexican".: 16  Estos métodos demostraron ser demasiado lentos para los estadounidenses y no permitían procesar las cantidades de mineral extraídas. Los estadounidenses introdujeron los molinos de pisón para triturar el mineral y los moldes para acelerar el proceso de amalgamado. Algunos de los mineros alemanes, que se habían formado en la Universidad de Freiberg, eran considerados como los mejores para trabajar con minerales de plata. Bagley introdujo una variación del proceso de Freiberg, utilizando el proceso de amalgamación mediante  un tambor giratorio y la cloración de las menas sometidas a tostado, después del triturado en seco. Si bien el proceso del tambor supuso una mejora del sistema de patios, se descubrió que no estaba tan bien adaptado al procesado rápido de los minerales de Comstock como el sistema de amalgamación en planchas. En Comstock finalmente se desarrolló el proceso Washoe, utilizando recipientes de hierro calentados con vapor, lo que redujo las semanas requeridas por el proceso de patios a algunas horas.: 41–45, 80 
En los primeros días del procesamiento de los minerales, se produjeron enormes pérdidas en metales preciosos y especialmente de la plata amalgamada con mercurio. Casi cada planta de procesado estaba experimentando con algún proceso secreto para la amalgama de mineral. Se probaron todo tipo de residuos, tanto minerales como vegetales, incluyendo mezclas de corteza de cedro y té de artemisa. En ese momento, millones de dólares en oro, plata y amalgamas eran arrastrados por los ríos con las operaciones de lavado. El río Carson y el lago Lahontan siguen llevando advertencias contra el mercurio. Aunque se inventaron y patentaron diversos sistemas y formas para producir la amalgama, hubo mucho margen para las mejoras, que fueron surgiendo esporádicamente y lograron reducir las pérdidas de metales, aunque ninguno de los procesos utilizados en Comstock fue perfecto.

## Infraestructura de transporte

### Transporte

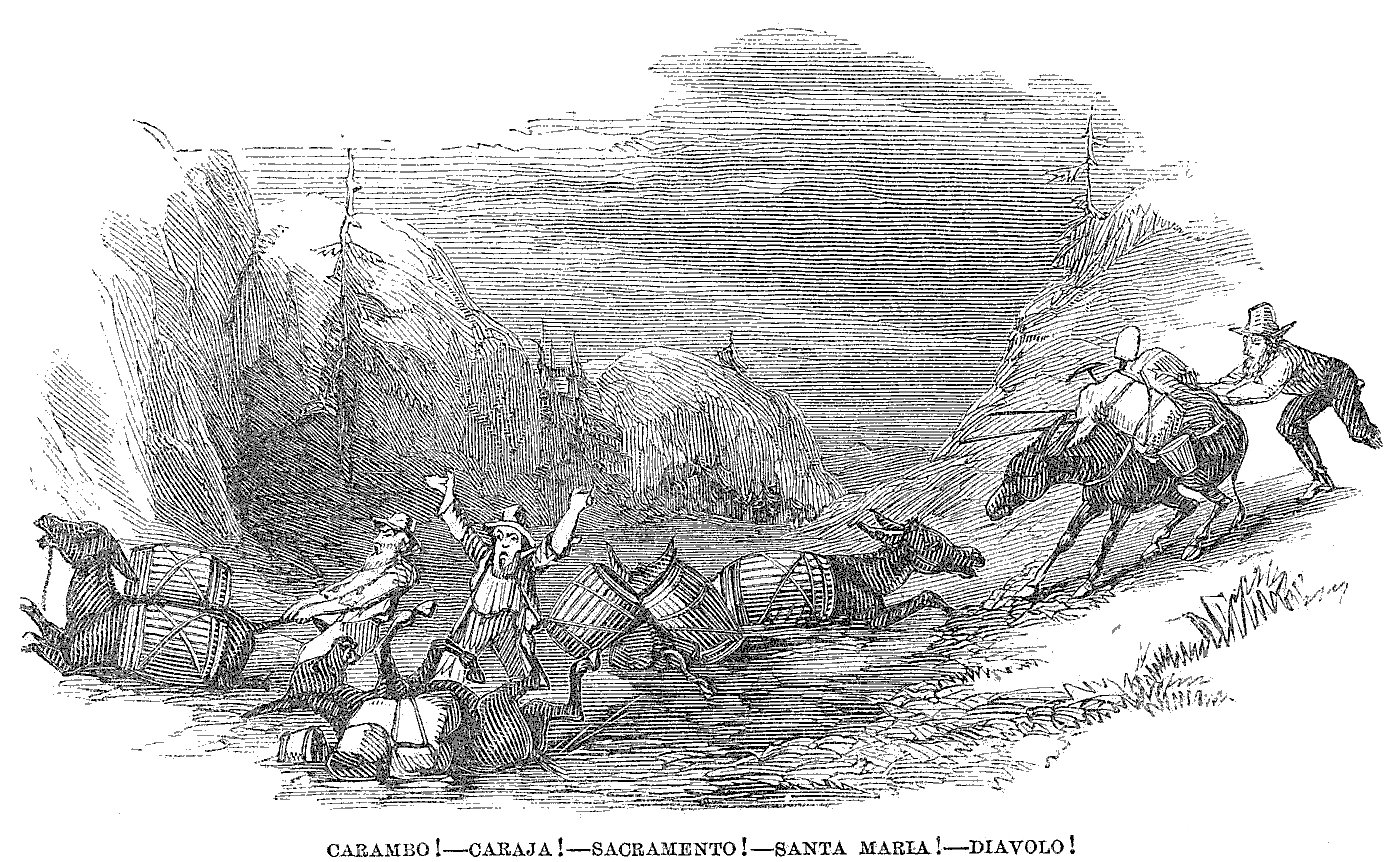
"¡Carambo!—¡Caraja!—¡Sacramento!—¡Santa María!—¡Diávolo!": el difícil viaje con una reata de mulas desde California (Ilustración del Harper's Magazine de 1860)

Antes de que se construyeran los ferrocarriles, toda la carga y los pasajeros eran transportados por equipos de 10 a 16 caballos o mulas. El mineral era acarreado hasta los molinos por estos equipos, que también llevaban a las minas toda la madera necesaria para la construcción, entre otras cosas. Los equipos también arrastraron a través de la Sierra toda la maquinaria minera, todos los suministros requeridos por las minas y los molinos, así como los bienes y mercancías que necesitaban las tiendas y negocios. Cada equipo tiraba de trenes de dos a cuatro carretas. Cuando las grandes obras de las instalaciones de la Compañía Minera Ophir estaban en su punto culminante, las filas de carretas de una a tres millas (5 km) de longitud que se desplazaban lentamente por los caminos, llegaron a bloquear las calles de la ciudad de Virginia durante horas.
Desde 1859 hasta 1868, se transportaron grandes cantidades de mercancías a través de la Sierra hacia y desde California a lomo de mulas. Cuando se completó la línea del ferrocarril Central Pacific a Truckee Meadows, este transporte fue bidireccional desde Reno a Virginia City, dando salida hacia el este y el oeste a los bienes transportados mediante carretas por la ruta de Geiger Grade.: 37–38, 127 
El 18 de febrero de 1869 se completó la explanación del Virginia and Truckee Railroad y, para el 28 de enero de 1870, se terminó la sección más complicada desde Virginia City hasta Carson City. Los raíles se extendieron hacia el norte a través del Washoe Valley, desde Carson City hasta Reno, donde se conectó con el ferrocarril Central del Pacífico.: 123–125  Entre Virginia City y Carson City, en Mound House, el ferrocarril también se conectó con el Carson and Colorado Railway.

### Suministro de agua
Cuando se descubrió la plata en Comstock, el flujo de agua de los manantiales naturales era suficiente para satisfacer las necesidades de los mineros y las pequeñas ciudades de Virginia City y Gold Hill, Nevada. A medida que aumentaba la población, se cavaban pozos para satisfacer las necesidades domésticas y el agua en varios túneles mineros se añadía al suministro disponible. A medida que los molinos y los pozos con ascensores se multiplicaron, se creó una demanda de agua para su uso en máquinas de vapor tan grande que fue imposible abastecerla sin afectar al abastecimiento de los residentes, ahora miles de personas. Ante esta necesidad, se formó la Virginia City and Gold Hill Water Company, siendo la primera gran compañía no minera en Comstock.
El agua de los pozos y túneles en las montañas circundantes pronto se agotó. Se volvió imperativo mirar hacia la cordillera principal de las montañas de Sierra Nevada, donde había un suministro inagotable. Entre la Sierra Nevada y la de Virginia se encuentra el Washoe Valley, un gran cañón de casi 610 m de profundidad. Hermann Schussler, un ingeniero de gran reputación formado en Suiza, que había proyectado obras hidráulicas en San Francisco, fue llevado a Comstock para planificar y diseñar el nuevo abastecimiento. Los trabajos topográficos se realizaron en 1872 y las primeras secciones de la tubería se instalaron el 11 de junio de 1873 y las últimas el 25 de julio del mismo año.
Esta primera tubería estaba hecha de hierro forjado y tenía una longitud total de más de 11,3 km, con un diámetro interior de 30,5 cm y una capacidad de unos 100 litros por segundo. La tubería atravesaba el valle de Washoe en forma de un sifón invertido, que en el punto más bajo soportaba una presión de 524 m de columna de agua,: 120–121  o 800 libras por pulgada cuadrada (unos 56 kg/cm²). La entrada estaba 142 m por encima de la salida, por lo que el agua circulaba a través de la tubería a una presión enorme. El caudal era captado en la Sierra Nevada desde las fuentes de suministro mediante dos canales cubiertos, y en el extremo de salida de la tubería se vertía en otros dos grandes canales a una distancia de 19,3 km de la ciudad de Virginia. La tubería se construyó con láminas de hierro forjado con juntas remachadas, cada sección sujeta con tres filas de roblones. Se usó plomo para asegurar las uniones entre secciones de tubería. El primer caudal de agua llegó a Gold Hill y Virginia City el 1 de agosto de 1873, con gran algarabía. Se convirtió en el mayor sistema de agua a presión en funcionamiento en el mundo, superando al sistema de agua de Cherokee Flat, también diseñado por Schussler.
La compañía de agua colocó una tubería adicional junto a la primera en 1875 y una tercera tubería en 1877. Estas nuevas tuberías con uniones soldadas por fuera conducían más agua, evitando la fricción de las cabezas de los remaches. También se construyeron canales adicionales para diversificar y mejorar la fiabilidad del suministro.

### Túnel Sutro

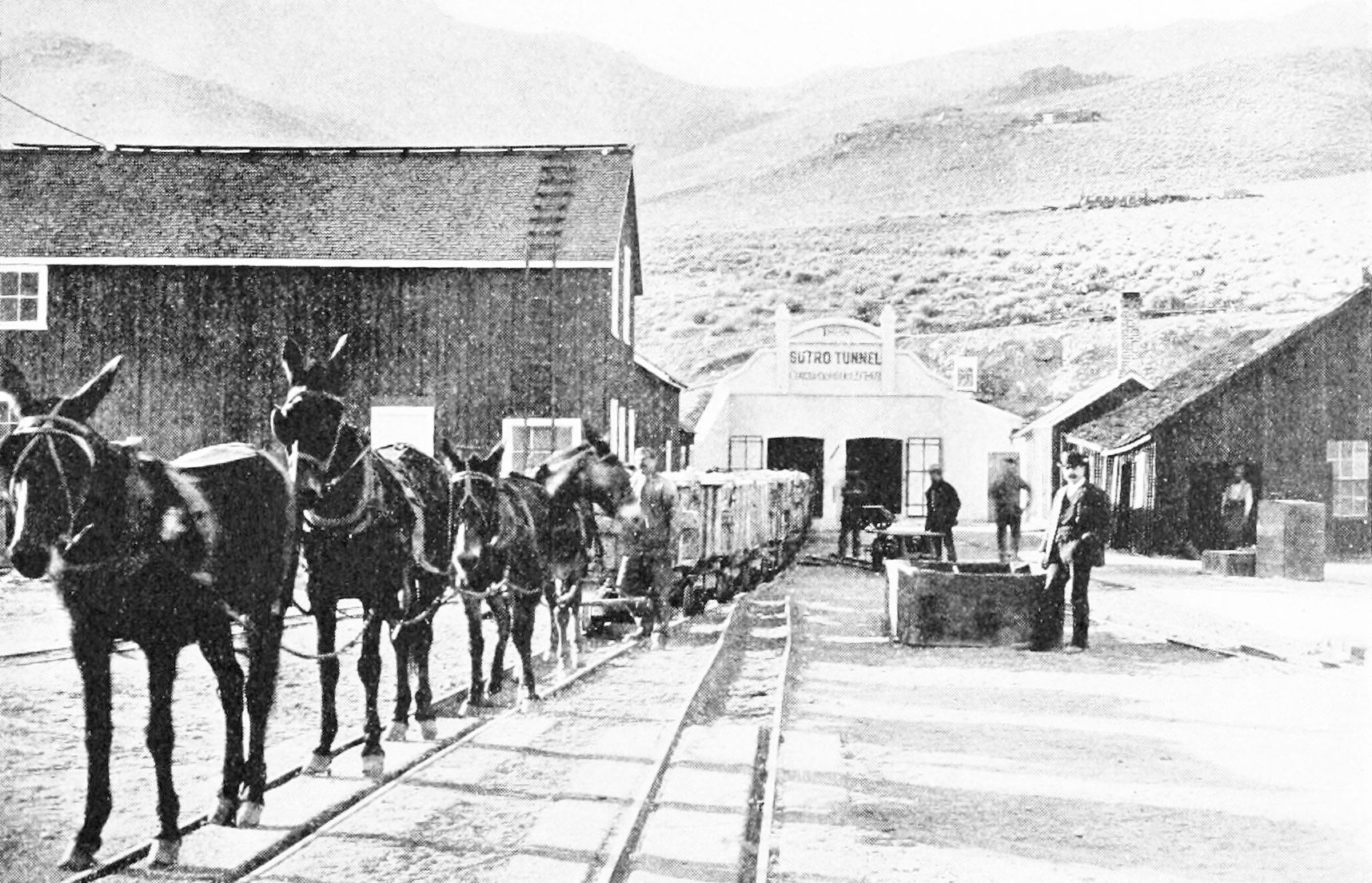
Túnel Sutro, hacia 1896

Si bien había escasez de agua en la superficie, el agua subterránea aparecía en exceso en todas las minas. Se producían con frecuencia inundaciones repentinas y los mineros escapaban a duras penas de ahogarse cuando perforaban grandes reservorios subterráneos que manaban inesperadamente. La intrusión de agua hirviendo en las galerías fue un gran problema, y el coste de la extracción de agua creció a medida que aumentaban las profundidades. Para superar estos problemas, Adolph Sutro concibió la idea de construir un túnel de drenaje por debajo de la veta de Comstock desde el punto más bajo posible. Schussler realizó las correspondientes comprobaciones topográficas y los trabajos comenzaron en octubre de 1869.
El túnel Sutro se completó desde el valle, cerca de Dayton, a través de casi cuatro millas, 6275 m de roca sólida para encontrar las minas de Comstock aproximadamente 533 m por debajo de la superficie. Se excavaron dos galerías laterales de desagüe, la norte de 1342 m de largo y la sur de 2567 m de largo. El túnel tenía 2,9 m de ancho y 2,3 m de alto por dentro del revestimiento. Los sumideros de drenaje se enterraron en el suelo y sobre estos había dos plataformas con rieles para vagonetas arrastradas por caballerías. Se necesitaron ocho años y medio para llegar a la veta. El túnel drenó hasta 4.000.000 de galones diarios (15.000 m³ diarios).: 107–115 
Proporcionó drenaje por gravedad y ventilación a las minas, y también permitió la extracción de mineral. Sin embargo, cuando el túnel llegó a las minas del área de Comstock, la mayor parte del mineral por encima de los 500 m ya se había extraído, y se estaba trabajando hasta 450 m por debajo, en niveles todavía más profundos. Aunque prácticamente no se sacó mineral a través del túnel, el drenaje que proporcionó disminuyó en gran medida la costosa operativa de bombeo de las minas servidas.: 113  Los problemas de ventilación se resolvieron casi al mismo tiempo, permitiendo el uso de martillos neumáticos.
El túnel se conectó con la bonanza de Savage el 8 de julio de 1878. Todas las minas de Gold Hill dejaron de bombear agua en marzo de 1882, y se dejó que el agua subiera hasta el nivel del túnel. La mina de Combination Shaft dejó de bombear por debajo del túnel el 16 de octubre de 1886.: 112, 139, 269 

## Incendio en la mina de Yellow Jacket
En la mañana del 7 de abril de 1869, un incendio se extendió a una profundidad de 800 pies (245 m) en la mina de Yellow Jacket. Los bomberos entraron en la mina, pero el humo y las llamas los obligó a retroceder. A medida que ardía el fuego, los entibados de madera colapsaban y los gases venenosos se expandían hacia las minas adyacentes de Kentuck y Crown Point. Los incendios persistieron y diversas secciones de la mina se debieron cerrar y se mantuvieron calientes durante varios años. Al menos 35 mineros murieron, y algunos cuerpos nunca fueron recuperados. El incendio de Yellow Jacket Mine fue el peor accidente minero en la historia de Nevada hasta entonces.

## Años posteriores

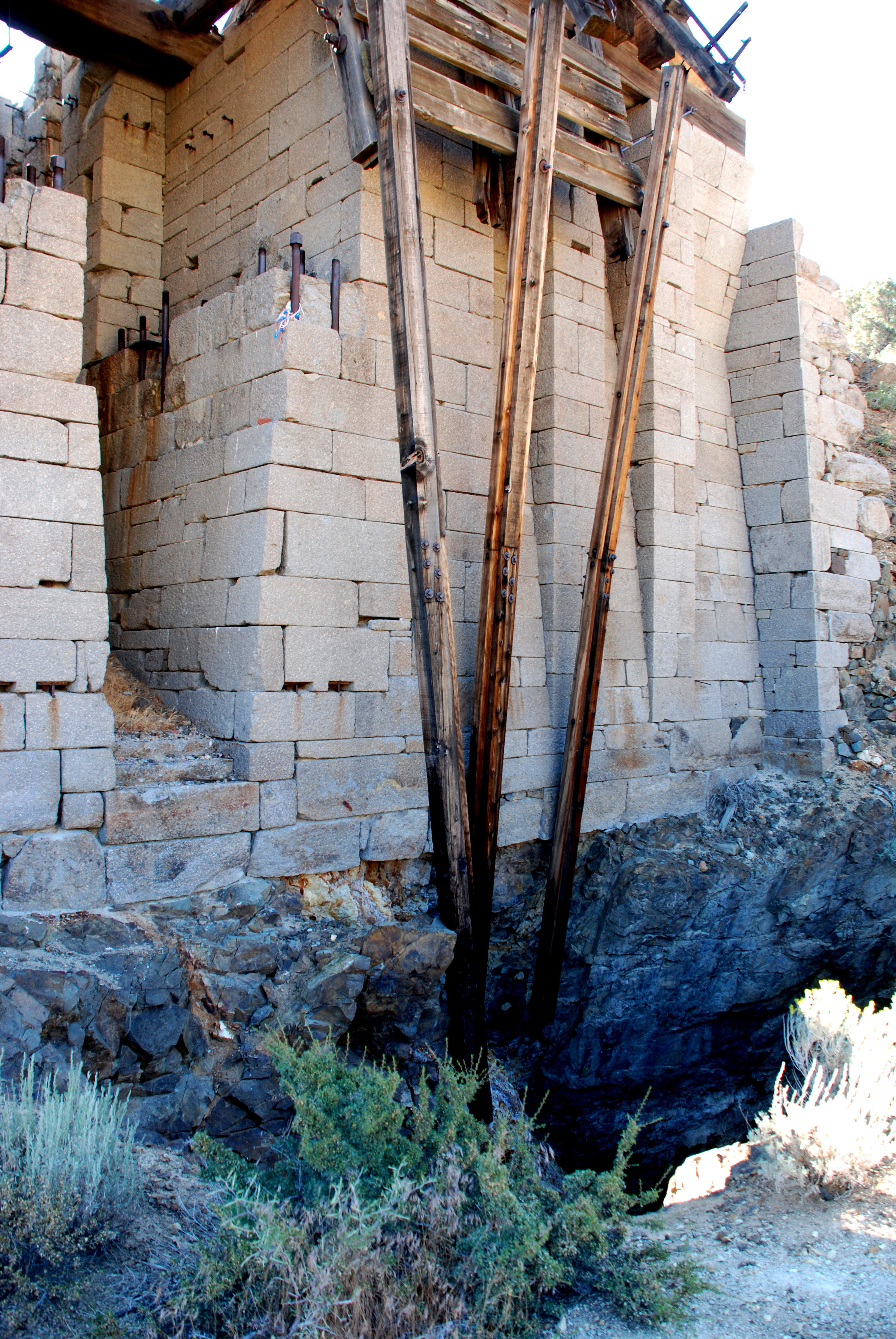
Restos de Combination Shaft en 2011. Localizada cerca de Virginia City, la mina comenzó a explotarse en 1875 cuando los propietarios de la mina combinaron sus esfuerzos para excavar un pozo para explorar la veta de Comstock a mayor profundidad. El Combination Shaft fue el pozo más profundo de Comstock, alcanzando una profundidad de 3250 pies (casi 1000 metros). Fue utilizado hasta 1886

La producción total de mineral extraído y molido en el distrito de Comstock, desde 1860 hasta el 30 de junio de 1880, fue de casi siete millones de toneladas (6.971.641 toneladas y 640 libras). La producción máxima se registró en 1877, con las minas produciendo más de 14.000.000 de dólares de oro y 21.000.000 de dólares de plata aquel año (aproximadamente 400 575 000 y 600 862 500 de dólares de hoy en día).
La mayor profundidad alcanzada, en 1884, fue en la conexión entre las bonanzas de Ophir y Mexican, a un nivel de 1024 m por debajo de la superficie. La producción de las minas de Comstock desde 1859 a 1878 fue de 320.000.000 de dólares, con unas ganancias netas de 55.000.000 de dólares, la mayor parte en la década de 1870. El período de las bonanzas más superficiales había terminado en 1880.: 209, 230–231 
La exploración subterránea profunda y la minería continuaron esporádicamente hasta 1918, cuando se apagó la última de las bombas, provocando que las minas se inundaran hasta el nivel del túnel de Sutro (aproximadamente 1640 pies -unos 500 metros- por debajo de la ciudad de Virginia). Toda la minería desde 1920 hasta el presente ha tenido lugar por encima del nivel del Túnel Sutro. Mientras tanto, durante los primeros años del siglo XX, la propiedad de los derechos mineros en la veta de Comstock se concentró principalmente en un puñado de compañías, la mayoría de ellas de propiedad privada. Esta estructura se apartó de la de fines del siglo XIX, cuando más de 400 compañías mineras operaban en Comstock, y al menos 150 de ellas cotizaban en bolsa.
Las minas de plata de Comstock fueron criticadas por la forma en que se manipularon los precios de sus acciones en las bolsas de valores de San Francisco, y por la forma en que las personas con información privilegiada obtuvieron grandes ganancias en detrimento de los accionistas comunes. Los expertos usaron rumores o evaluaciones para bajar los precios de las acciones, comprar las acciones baratas y luego difundir rumores de nuevos y grandes hallazgos de plata para aumentar los precios una vez más y así poder vender sus acciones con ganancias. Los gerentes de las empresas mineras también emitieron contratos para el suministro de madera y agua. El mineral de las minas fue procesado comúnmente por las instalaciones propiedad de los empleados de la compañía, que fueron acusados de conservar parte de la plata que extrajeron para sí mismos y se negaron a llevar una contabilidad de sus operaciones.
En 1920, la United Comstock Mines Company fue organizada por los prominentes ingenieros de minas de Comstock, Roy Hardy y Alex Wise, con el respaldo financiero del empresario de Nueva York Harry Payne Whitney. United Comstock consolidó la propiedad de toda la sección de Gold Hill, que representa 5000 pies de longitud (1500 m) del hallazgo, además de un emplazamiento en American Flat. Esta empresa tenía la capacidad de procesar por cianuración 2500 toneladas diarias de mineral en su molino de American Flat, la instalación de este tipo más grande del mundo en ese momento, y abrió un túnel de 9585 pies (casi 3 km) desde debajo del molino hasta Gold Hill. La rentabilidad de este proyecto fue pequeña, y debido a una caída de los precios de la plata, se cerró en 1924.: 291–292 
En 1934, el gobierno federal elevó el precio del oro de 20,67 a 35 dólares por onza, lo que mejoró enormemente la rentabilidad de los proyectos en Comstock. Varias compañías se embarcaron en proyectos sustanciales, incluyendo:
- Arizona Comstock Company en 1933 comenzó la minería subterránea a través del túnel de Hale y Norcross, seguido rápidamente por una mina de superficie conocida como Loring Cut y ubicada frente a la Fourth Ward School. Arizona Comstock procesó su mineral en una planta de flotación de 330 toneladas por día ubicada cerca de la entrada de Hale & Norcross, pero el método de flotación resultó ser relativamente poco efectivo para recuperar el oro y la plata de Comstock, y esta operación se canceló en 1938.[2]: 296–297
- Dayton Consolidated de Silver City procesó el mineral de su propia mina, además de operar como una planta "personalizada" para varias minas en el área.
- Con Chollar; esta compañía minera construyó una planta de flotación de 135 toneladas por día cerca del extremo sur de Gold Hill para reprocesar los lavados de varias minas cercanas. Más tarde procesó el mineral de Overman Pit en la misma sección de la veta.
- Sutro Tunnel Coalition/Crown Point Mill; después de varios años de exploración y desarrollo de Crown Point en Gold Hill, la Sutro Tunnel Coalition construyó en 1935 una fábrica de cianurado de 100 toneladas por día para procesar tanto minerales subterráneos como superficiales. El desarrollo de la planta y la mina se realizó con un préstamo de 160.000 dólares de la Corporación Financiera de Reconstrucción, que se devolvió en menos de 3 años de explotación. El Crown Point Mill operó de manera rentable, tratando principalmente los minerales de las bonanzas de Crown Point y Yellow Jacket, hasta que fue cancelado por la Junta de Producción de Guerra (Orden L-208) en 1942.[2]: 297–298

La exploración y la producción a diferentes escalas y en diferentes lugares se han llevado a cabo en la veta de Comstock en cada década desde su descubrimiento. Hubo una serie particular de actividades, incluidas las principales operaciones mineras de superficie realizadas por la Compañía de Petróleo y Minerales de Houston, seguidas por la United Mining a finales de los años 1970 y principios de los 1980. Esta actividad fue paralela a un rápido y sustancial aumento en el precio del oro y la plata, que no fue compensado por la cancelación de la convertibilidad del dólar en oro decretada por el presidente Nixon en 1971.
Hoy en día, Comstock Mining Inc. (NYSE MKT: LODE) de Virginia City, Nevada, está explorando la veta, con el control consolidado de aproximadamente el 70% de los derechos mineros de Comstock. El 30 de septiembre de 2012, Comstock Mining Inc. reinició la producción de oro y plata en Comstock con su primer vertido de barra de doré y continúa la extracción en superficie en la parte baja de Gold Hill.

## Legado
Nevada es comúnmente llamado el "Estado de Plata" debido a la plata producida en la veta de Comstock. Sin embargo, a partir de 1878, el estado ha sido un productor de plata relativamente menor, con la mayoría de las bonanzas posteriores con más oro que plata. En 1900, Jim Butler descubrió el segundo yacimiento de plata más grande de Nevada en Tonopah. 
El estado de Nevada está actualmente clasificado como el segundo mayor productor de plata en los Estados Unidos. El principal productor de plata de Nevada es la Mina de Rochester en el Condado de Pershing. Figura solo por detrás de la Mina de Greens Creek en Alaska, el mayor productor de plata en los Estados Unidos.
De acuerdo con Dan De Quille, un periodista de la época, "el descubrimiento de la plata, sin duda, merece un mérito por encima del descubrimiento de las minas de oro de California, ya que le da valor a un área mucho mayor del territorio y proporciona empleo a un número mucho mayor de personas".

### Fortunas amasadas
Cuatro irlandeses, John William Mackay, James Graham Fair, James Clair Flood y William S. O'Brien formaron una sociedad comercial en 1869 conocida como la "Firma Bonanza", que se ocupaba de las acciones de la minería de plata y controlaba y dirigía varias minas de Comstock en aquellos años, en particular la Consolidated Virginia Mining Company. Estos cuatro hombres estaban entre los "Reyes de Bonanza" o "Reyes de la Plata" de Comstock.: 115–117, 144–161 
George Hearst, un exitoso buscador de California, se convirtió en socio de Hearst, Haggin, Tevis and Co., la empresa minera privada más grande de los Estados Unidos, que era propietaria y operadora de la mina Ophir en la veta de Comstock, y otras participaciones mineras de oro y plata en California, Nevada, Utah, Dakota del Sur, e incluso en el Perú. Hearst fue miembro de la Asamblea Estatal de California y se convirtió en miembro del Senado de los Estados Unidos por California. George Hearst fue el padre del afamado editor periodístico William Randolph Hearst.
El "Rey del Cobre", el ingeniero de minas Marcus Daly, conoció a Hearst mientras trabajaba para John Mackay y James Graham Fair. Más tarde pasó a fundar la compañía Anaconda Copper, una corporación dedicada a la extracción de minerales de cobre radicada en Butte (Montana).: 26, 52–53 
William Chapman Ralston, fundador del Bank of California, financió varias operaciones mineras, se hizo con la titularidad de algunas de esas minas por impagos de sus dueños, y finalmente obtuvo enormes ganancias de Comstock.
William Sharon, un socio comercial de Ralston, fue el agente de Nevada para el Banco de California y adquirió los activos de Ralston cuando su imperio financiero colapsó. Llegó a ser el segundo Senador de los Estados Unidos por Nevada.: 49–51, 127–128 
William Morris Stewart, que abandonó la minería para convertirse en abogado en Virginia City, Nevada, participó en litigios de minería y en el desarrollo de la minería en Comstock. Cuando Nevada se convirtió en un estado en 1864, Stewart ayudó a desarrollar su constitución y se convirtió en el primer senador de los Estados Unidos por Nevada, donde contribuyó a aprobar la Ley General de Minería de 1872.: 66–70 
El barón de la plata Alvinza Hayward, conocido entonces como "el primer millonario de California", tuvo un gran interés en la veta de Comstock después de 1864.

### Escritores
Si bien la mayoría de los que trabajaron en las minas no ganaron una gran fortuna, algunos de ellos llegaron a ser notables por derecho propio en el campo de la escritura.
La Escuela de Sagebrush de periodistas y escritores surgió del "Territorial Enterprise" y de otros periódicos en la ciudad de Virginia. Unos jóvenes William Wright y Samuel Clemens intentaron hacer fortuna con la minería en Comstock; no prosperando en esta actividad, consiguieron trabajos en el "Territorial Enterprise", donde comenzaron a escribir con los seudónimos de Dan De Quille y Mark Twain.
El poeta y abogado John Brayshaw Kaye, trabajó en la mina Ophir por un corto período en el siglo XIX.

## En la ficción
- L'Amour, Louis (1981). Comstock Lode. Bantam Books. ISBN 978-0-553-27561-2.

- Teleserie Bonanza, temporada 1, episodio 9 (1959), titulado "La historia de Henry Comstock", es un relato de ficción acerca de Henry Comstock, que lo retrata como un estafador parecido a P. T. Barnum.

- En la temporada 2 de Deadwood, varios episodios (2005), distintos personajes, entre ellos Whitney Ellsworth y Francis Wolcott, son retratados como "The Comstock". Además, el personaje de Francis Wolcott es representado como un mineralogista que trabaja para George Hearst.
- Sidewinder, del videojuego en línea  SidewinderOnline,[17] es una ciudad ficticia en auge, supuestamente nacida de prospectores que buscan la veta de Comstock.
- En el juego Destiny 2, la ametralladora "The Prospector" lleva un detalle con el nombre de Comstock Lode. Esto se debe a que el nombre y la tradición del arma son una referencia a la fiebre del oro.